# Devon (actriz porno)
Devon (Allentown, 28 de marzo de 1977) es una actriz pornográfica estadounidense.

## Biografía

### Inicios
Tras terminar sus estudios de secundaria, Devon comienza a trabajar de camarera en una pizzería de Pensilvania. Es ahí donde uno de sus clientes le habla de un club de estriptis llamado Al's Diamond Cabaret, frecuentado por personalidades de la industria del porno. Deseosa de aumentar sus ingresos, Devon decide acudir al club en busca de un empleo. No sólo es contratada durante tres años, sino que en su primera noche ya logra ganar un concurso de baile celebrado en el local.

### Carrera como actriz porno
En 1998, debutó en el porno con la película New Breed, dirigida por Jules Jordan. Su estreno llamó la atención de Vivid Entertainment que le ofreció un contrato en exclusiva. Tras firmar con la productora californiana, Devon se mudó a Los Ángeles para rodar algunos de los títulos que más fama le darían, como: Country Comfort (1998), Three (1999), Watcher (1999), Diary Of Desire (2000) o Pinup (2000). En enero de 2001 fue elegida Penthouse Pet del mes de enero.
En agosto de 2001 concluyó su contrato con Vivid y firmó con la compañía de Jill Kelly donde rodó películas como Perfect Pink 10: In Hawaii (2001), Haven's Magic Touch 3 (2001) o Dayton's Secret Paradise (2001).
Sin embargo, su paso por Jill Kelly Productions fue breve y rápidamente pasó a formar parte del elenco de actrices exclusivas de Digital Playground. En 2002 debutó en su nuevo estudio rodando My Plaything: Virtual Sex With Devon, que se convirtió en una de las películas más importantes en la carrera de la actriz, pues fue uno de los títulos más vendidos del año y ganó dos premios de la industria pornográfica a la mejor cinta del año. Stripped (2002), Rush (2002), No Limits (2003) o Island Fever 3 (2004) siguieron la misma línea y consolidaron a la actriz como una de las estrellas porno más cotizadas. Precisamente con Island Fever 3, Devon realizó su primera aparición en una película porno distribuida en WMV-HD DVD y realizó el rodaje del filme en Tahití y Bora Bora. Conocedor de todo ello, en agosto de 2004, el estudio anunció la renovación del contrato de Devon. En su segunda etapa con Digital Playground fue la protagonista absoluta de títulos como Devon: Erotique (2004) o Devon: Decadence (2005). Ese mismo año fue también el de la primera, y única, escena anal de la actriz. Se produjo en Intoxicated junto a Scott Nails.
Tras concluir su contrato con Digital Playground en 2005 la actriz sorprendió a todos fichando, a principios de 2006 por la recién creada Ecstasy Mobile. El estudio anunció también el próximo lanzamiento de Devon Loves Tawny, un título que sin embargo, no vería jamás la luz.
Apenas tres meses después del fichaje, la actriz comunicó la rescisión del contrato y firmó por Black Kat Productions, una productora pequeña y limitada a temas amateur. Casi simultáneamente hizo público la creación de su propia productora llamada Tight Industries, indicando que ambas compañías trabajarían de la mano para producir sus nuevas películas. De nuevo se anunció un próximo lanzamiento, esta vez titulado Devon Unleashed. Sin embargo, el proyecto tampoco salió adelante.
A finales de 2006 Devon dejó atrás todo aquellos proyectos frustrados para fichar por Shane World. Devon Does Baja (2007) vino a cerrar, así, un periodo de casi dos años sin nuevas películas de la actriz. Aunque el contrato recogía el debut como directora de la actriz, este no se produjo y Devon se limitó a rodar una sola película más para el estudio (Casey Parker's California Dreamin, 2008).
Ya fuera de Shane World rodó All Alone 3 (2008), MILFs lovin' MILFs (2008) o Penthouse remodeled (2008). En todos estos títulos solo realiza sexo lésbico.

## Premios y nominaciones
| Año  | Premio | Categoría             | Título                               | Resultado |
| ---- | ------ | --------------------- | ------------------------------------ | --------- |
| 2001 | AVN    | Mejor DVD interactivo | My Plaything: Virtual Sex With Devon |           |
| 2005 | AVN    | Mejor producción HD   | Island Fever 3                       |           |